# 온양풍기초등학교
온양풍기초등학교는 대한민국 충청남도 아산시에 있는 초등학교이다.

## 학교 연혁
- 2005.07.06 학교 설립 인가
- 2008.03.01 개교, 22학급 편성
- 2008.03.31 개교기념식
- 2008.09.01 3학급 증설, 25학급 편성(874명)
- 2009.03.01 4학급 증설, 29학급 편성(930명)
- 2009.09.01 2학급 증설, 31학급 편성(947명)
- 2010.03.01 7학급 증설, 38학급 편성(1,180명)
- 2010.03.01~2012.02.29 경제교육 시범학교 운영(도)
- 2011.03.01 4학급 증설, 42학급 편성(1,254명)
- 2012.03.01 2학급 증설, 44학급 편성(1,303명)
- 2014.03.01 5학급 증설. 49학급 편성(1,418명)
- 2015.02.13 제7회 졸업식(졸업생 160명)
- 2015.03.02 제8회 입학식(입학생 260명)

## 참고 자료
- 온양풍기초등학교 - 한국교육학술정보원 학교알리미